# Liste von Eisenbahngeschützen gemäß den Kennblättern fremden Geräts D 50/6

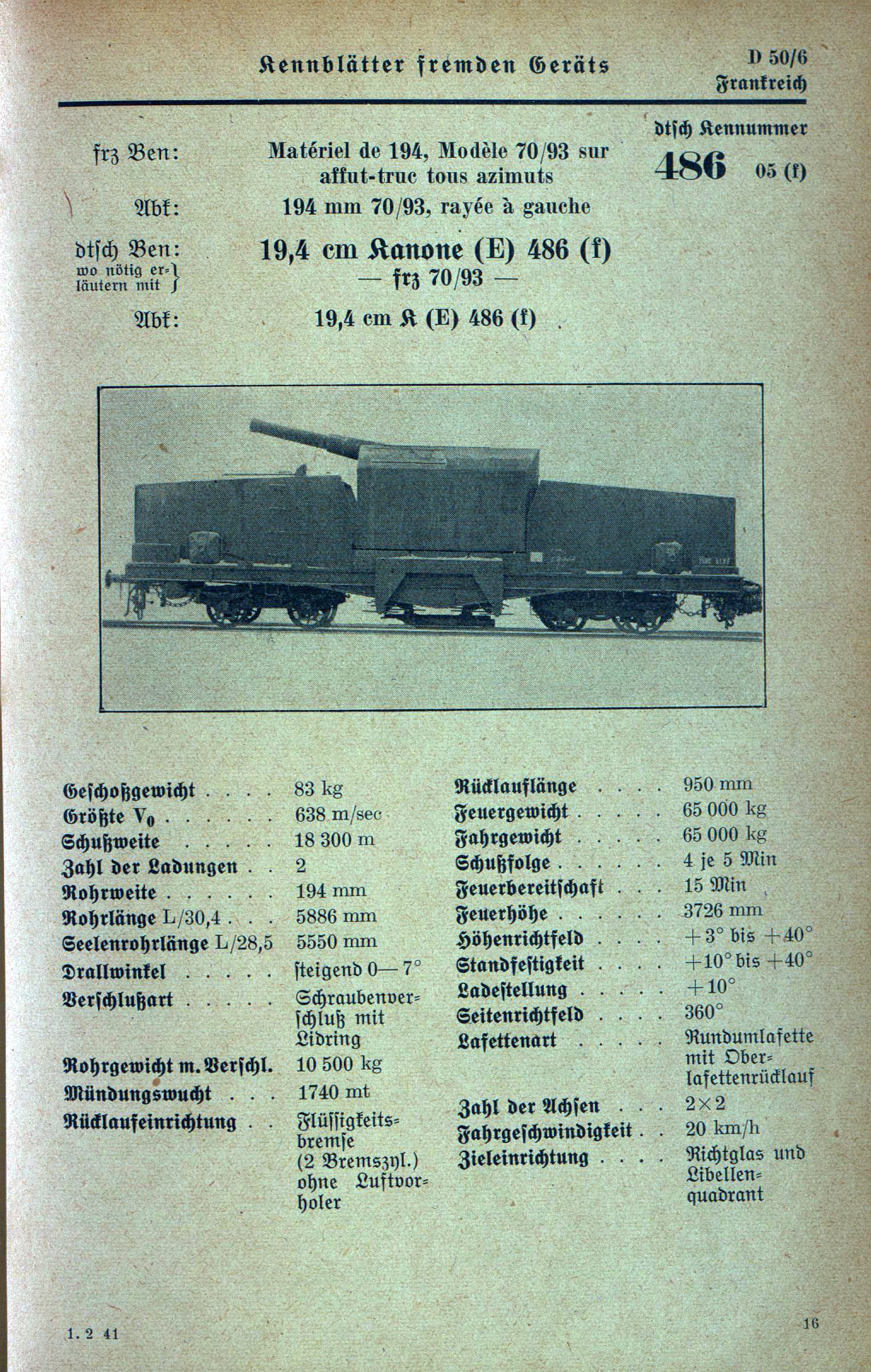
Kennblattbeispiel zu
D 50/6 Nr 486 05 (f)

In dieser Liste von Eisenbahngeschützen gemäß den Kennblättern fremden Geräts D 50/6 werden Fremdgeräte vom Typ Eisenbahngeschütz aufgeführt, die vom Heereswaffenamt verzeichnet wurden.
Nachfolgend ein Überblick/Auszug zur offiziellen Dokumentation Kennblätter fremden Geräts D 50/6: Schwerste Geschütze.

## Hinweise zur Liste
Aufbau der Tabelle
Untenstehende Tabelle führt folgenden Spalteninhalte:
- dtsch. Kennnr. (deutsche Kenn-Nummer), dies entspricht dem Originalindex in den Kopfzeilen der Kennblätter mit Kennnummer, Stoffgebietenummer und Beutezeichen.
- Abk. dtsch. Ben. (Abkürzung deutsche Benennung), Originalbezeichnung entnommen aus der fünften Zeile der Kennblätter.
- Landesbez. nach HWA (Heereswaffenamt), Originalangaben entnommen aus der ersten Zeile der Kennblätter.
- (Wikipedia-Artikel) Link zum Wikipedia-Artikel in runden Klammern in der zweiten Zeile unter Landesbez. nach HWA.
- Bild, eine Bildauswahl aus Wikipedia für dieses Objekt.
- Kal. cm (Kaliber), entnommen aus den technischen Angaben der Kennblätter.
- Bemerkungen, Originalangaben entnommen aus den erweiterten Angaben der Kennblätter.

 Info: Die in der Tabelle angegebenen Originaleinträge sollen nicht geändert werden, weil diese den Angaben aus den Kennblättern entsprechen. Nach neuerem Forschungsstand sind teilweise Errata in den Kennblättern erkannt worden. Diese werden unten im Abschnitt Anmerkungen jeweils zur Kenn-Nummer erläutert. Die Wikilinks in den runden Klammern sollten das Lemma der entsprechenden Artikel in Wikipedia enthalten.

## Tabellarische Übersicht
| dtsch. Kennr. | Abk. dtsch. Ben.          | Landesbez.nach HWA (Wikipedia-Artikel)                                                                            | Bild         | Kal. cm | Bemerkungen                                            |
| ------------- | ------------------------- | --- | ------------ | ------- | ------------------------------------------------------ |
| 453 05 (f)    | 16,4 cm K (E) 453 (f)     | Matériel de 164 Modèle 93/96 sur affut-truc tous azimuts (Canon de 164 modèle 1893/96 TAZ)                        |              | 16,4    | mit Beutelkartusche                                    |
| 454 05 (f)    | 16,4 cm K (E) 454 (f)     | Canon de 164 mm sur affut truc Mle 93/96 (Canon de 164 modèle 1893/96 TAZ)                                        |              | 16,4    | ohne Beutelkartusche                                   |
| 455 05 (r)    | 15,2 cm H (E) 455(r)      | in D 50/6 keine Angabe ( )                                                                                        |              | 15,2    | Verwendung auch als Bettungsgeschütz                   |
| 486 05 (f)    | 19,4 cm K (E) 486 (f)     | Matériel de 194, Modèle 70/93 sur affut-truc tous azimuts (Canon de 194 Modèle 70/93 TAZ)                         |              | 19,4    |                                                        |
| 533 05 (a)    | 20,3 cm K (E) 533 (a)     | 203 mm (8") Railway Gun L/50 (8-inch gun M1888)                                                                   |              | 20,3    | in Einheitslafette mit 30,5 cm Eisenbahnhaub L/20      |
| 557 05 (f)    | 24 cm K (E) 557 (f)       | Canon de 240 aur affut-truc Mle 84 (Canon de 240 modèle 1884 TAZ)                                                 |              | 24      |                                                        |
| 558 05 (f)    | 24 cm K (E) 558 (f)       | Canon de 240 aur affut-truc Mle 93/96 (Canon de 240 modèle 93/96 TAZ)                                             |              | 24      |                                                        |
| 571 05 (a)    | 25,4 cm K (E) 571 (a)     | 254 mm (10") Railway Gun M 19 ( )                                                                                 | Bilderwunsch | 25,4    |                                                        |
| 572 05 (r)    | 25,4 cm Kst K (E) 572 (r) | in D 50/6 keine Angabe (10"/45 zheleznodorozhnaya pushka 1891)                                                    | Bilderwunsch | 25,4    | ehemalige Küstenkanone, Schussweite bis 40.000 m       |
| 591 05 (f)    | 27,4 cm (E) 591 (f)       | Matériel 274 Modèle 87 cu 93 sur affut-truc à glissement (Canon de 274 modèle 87/93 Glissement)                   |              | 27,4    |                                                        |
| 592 05 (f)    | 27,4 cm K (E) 592 (f)     | Matériel de 274, Modèle 17 sur affut-truc à glissement (Canon de 274 modèle 17 Glissement)                        |              | 27,4    |                                                        |
| 605 05 (f)    | 28,5 cm K (E) 605 (f)     | Canon de 285 sur affut-truc Mle 17 (Canon de 274 modèle 17 Glissement)                                            |              | 28,5    | Kaliber von 27,4 cm auf 28,5 cm geändert               |
| 621 21 (a)    | 30,5 cm H (E) 621 (a)     | 305 mm (12") Railway Howitzer L/20 (12-inch coast defense mortar)                                                 |              | 30,5    | in Einheitslafette mit 20,3 cm Eisenbahnkanone         |
| 625 05 (r)    | 30,5 cm H (E) 625 (r)     | in D 50/6 keine Angabe (12"/40 zheleznodorozhnaya gaubitsa na TM-2-12)                                            | Bilderwunsch | 30,5    | K (E) 625 05 (r)                                       |
| 626 05 (r)    | 30,5 cm K (E) 626 (r)     | in D 50/6 keine Angabe ( )                                                                                        | Bilderwunsch | 30,5    |                                                        |
| 628 05 (r)    | 30,5 cm Kst K (E) 628 (r) | in D 50/6 keine Angabe ( )                                                                                        | Bilderwunsch | 30,5    | ehemaliges Küstengeschütz                              |
| 630/1 05 (f)  | 30,5 cm K (E) 630/1 (f)   | Matériel de 305 Mle 93 sur affut-truc à berceau (L/40) (Canon de 305 modèle 1893/96 à berceau)                    |              | 30,5    | in Wiegenlafette                                       |
| 630/2 05 (f)  | 30,5 cm K-W-(E) 630/2 (f) | Matériel de 305 Mle 93 sur affut-truc à berceau (L/45) (Canon de 305 modèle 1893/96 à berceau)                    |              | 30,5    | in Wiegenlafette                                       |
| 633 05 (e)    | 30,5 cm Mrs (E) 633 (e)   | 12" Howitzer (Railway) Mark I (BL 12-inch railway howitzer Mk. III)                                               |              | 30,5    |                                                        |
| 634 05 (e)    | 30,5 cm Mrs (E) 634 (e)   | 12" Howitzer (Railway) Mark III u V (BL 12-inch railway howitzer Mk. III)                                         |              | 30,5    |                                                        |
| 636 05 (f)    | 30,5 cm K (E) 636 (f)     | Canon de 305 sur affut-truc Mle 93/96 (Canon de 305 modèle 1893/96 Glissement)                                    |              | 30,5    |                                                        |
| 637 05 (f)    | 30,5 cm K (E) 637 (f)     | Matériel de 305, Modèle 06/10 sur affut-truc à glissement (Canon de 305 modèle 1893/96 Glissement)                |              | 30,5    |                                                        |
| 651 05 (f)    | 32 cm K (E) 651 (f)       | Matériel de 320, Modèle 70/30, 70/84 et 70/93 sur affut-truc à glissement (Canon de 32 modèle 1870/84 Glissement) |              | 32      | 1670 mm Verbrennungsraumlänge                          |
| 651/1 05 (f)  | 32 cm K (E) 651/1 (f)     | Matériel de 320, Modèle 70/30, 70/84 et 70/93 sur affut-truc à glissement (Canon de 32 modèle 1870/84 Glissement) |              | 32      | 2140 mm Verbrennungsraumlänge                          |
| 652 05 (f)    | 32 cm K (E) 652 (f)       | Canon de 320 sur affut truc Mle 17 (Canon de 32 modèle 1870/84 Glissement)                                        |              | 32      |                                                        |
| 673 05 (f)    | 34 cm K-Gl-(E) 673 (f)    | Matériel de 340, Modèle 12 sur affut-truc à glissement (Canon de 340 modèle 1912 Glissement)                      |              | 34      | in Gleitlafette                                        |
| 674 05 (f)    | 34 cm K-W-(E) 674 (f)     | Matériel de 340, Modèle 12 sur affut-truc à berceau (Canon de 340 modèle 1912 berceau)                            |              | 34      | in Wiegenlafette                                       |
| 675 05 (f)    | 34 cm K-W-(E) 675 (f)     | Canon de 340 sur affut-truc L/62 (Canon de 340 modèle 1912 berceau)                                               |              | 34      | in Wiegenlafette mit verlängertem Rohr                 |
| 681 05 (a)    | 35,6 cm K (E) 681 (a)     | 356 mm 14" Railway Mount M20 (14-inch M1920 railway gun)                                                          |              | 35,6    |                                                        |
| 711 05 (f)    | 37 cm H (E) 711 (f)       | Matériel de 370, Modèle 15 sur affut-truc à berceau (Obusier de 370 modèle 1915 à berceau)                        |              | 37      |                                                        |
| 714 05 (f)    | 37 cm K (E) 714 (f)       | Canon de 370 sur affut-truc à berceau Mle 75/79 (Canon de 370 modèle 75/79 à glissement)                          |              | 37      |                                                        |
| 752 05 (f)    | 40 cm H (E) 752 (f)       | Matériel de 400, Modèle 15 ou 16 sur affut-truc à berceau (Obusier de 400 modèle 1915/1916 à berceau)             |              | 40      |                                                        |
| 753 05 (r)    | 40,6 cm Kst K (E) 753 (r) | in D 50/6 keine Angabe ( )                                                                                        | Bilderwunsch | 40,6    |                                                        |
| 754 05 (a)    | 40,6 cm K (E) 754 (a)     | 406 mm (16") Railway Gun M 19 Mark II (406-mm-Kaliber M1919)                                                      |              | 40,6    | auch als Barbettelafette als ortsfestes Küstengeschütz |
| 755 05 (a)    | 40,6 cm H (E) 755 (a)     | 406 mm (16") Railway Howitzer M 20 (16-inch howitzer M1920)                                                       |              | 40,6    | auch als Barbettelafette als ortsfestes Küstengeschütz |
| 772 05 (r)    | 42 cm H (E) 772 (a)       | in D 50/6 keine Angabe ( )                                                                                        | Bilderwunsch | 42      |                                                        |
| 871 05 (f)    | 52 cm H (E) 871 (f)       | Obusier de 520 sur affut truc à glissement Mle 16 (Obusier de 520 modèle 1916)                                    |              | 52      |                                                        |